# Christian Stetter
Christian J. Stetter (* 19. Juni 1943 in Naumburg; † 7. Dezember 2017 in Aachen) war ein deutscher Sprachwissenschaftler.

## Leben
Christian Stetter studierte Germanistik, Geschichte und Philosophie an den Universitäten Marburg und Lyon von 1965 bis 1970.
Ab 1971 war Stetter wissenschaftlicher Assistent an der Universität Düsseldorf, wo er 1973 mit einer Arbeit über die Spätphilosophie Ludwig Wittgensteins promovierte.
Von 1974 bis 2009 war er ordentlicher Professor für germanistische Linguistik an der RWTH Aachen, wo er sich vor allem mit dem Thema Handlungstheorie beschäftigt hat. 1990/1991 und 1995/1996 hatte er eine Gastprofessur an der Keiō-Universität in Tokio inne.
In den Jahren 1979 und 1980 war Stetter Vorsitzender der Deutschen Gesellschaft für Semiotik. Von 1987 bis 1998 war er Prodekan der Philosophischen Fakultät der RWTH Aachen und von 1998 bis 2006 Dekan.
Stetter war Geschäftsführer der semantics Kommunikationsmanagement GmbH in Aachen und wissenschaftlicher Leiter des Grammatischen Telefons des Forschungszentrum für Kommunikation und Schriftkultur e.V. (FoKS) beim Germanistischen Institut der RWTH Aachen.
Am 7. Dezember 2017 starb Christian Stetter und fand seine letzte Ruhestätte auf dem Aachener Waldfriedhof.

## Forschung und Lehre

### Forschungsschwerpunkte
- Allgemeine Sprachtheorie und Sprachphilosophie
- Semiotik
- Schrifttheorie
- Sprechakttheorie
- Symboltheorie

### Schwerpunkte der Lehre
- Sprachphilosophie: Herder, Humboldt, Wittgenstein, Austin
- Symboltheorie: Goodman
- allgemeine Sprachtheorie: Phonologie, Syntax, Semantik
- Formale Logik
- Metapherntheorie
- Rhetorik
- Schrifttheorie

## Werke (Auswahl)
- Sprachkritik und Transformationsgrammatik. Zur Bedeutung der Philosophie Wittgensteins für die sprachwissenschaftliche Theoriebildung. Zugleich: Düsseldorf, Univ., Philos. Fak., Dissertation. Düsseldorf: Pädagogischer Verlag Schwann, 1974. – 168 S.; ISBN 3-590-15707-0
- (Hrsg.): Zu einer Theorie der Orthographie. Interdisziplinäre Aspekte gegenwärtiger Schrift- und Orthographieforschung. Tübingen: Niemeyer, 1990. – IX, 220 S., ISBN 3-484-31099-5 (Reihe Germanistische Linguistik; 99)
- Schrift und Sprache. Frankfurt am Main: Suhrkamp, 1997. – 671 S., ISBN 3-518-58253-4
- System und Performanz. Symboltheoretische Grundlagen von Medientheorie und Sprachwissenschaft. Weilerswist: Velbrück Wissenschaft, 2005. – 337 S., ISBN 3-938808-00-4